# National Security Act

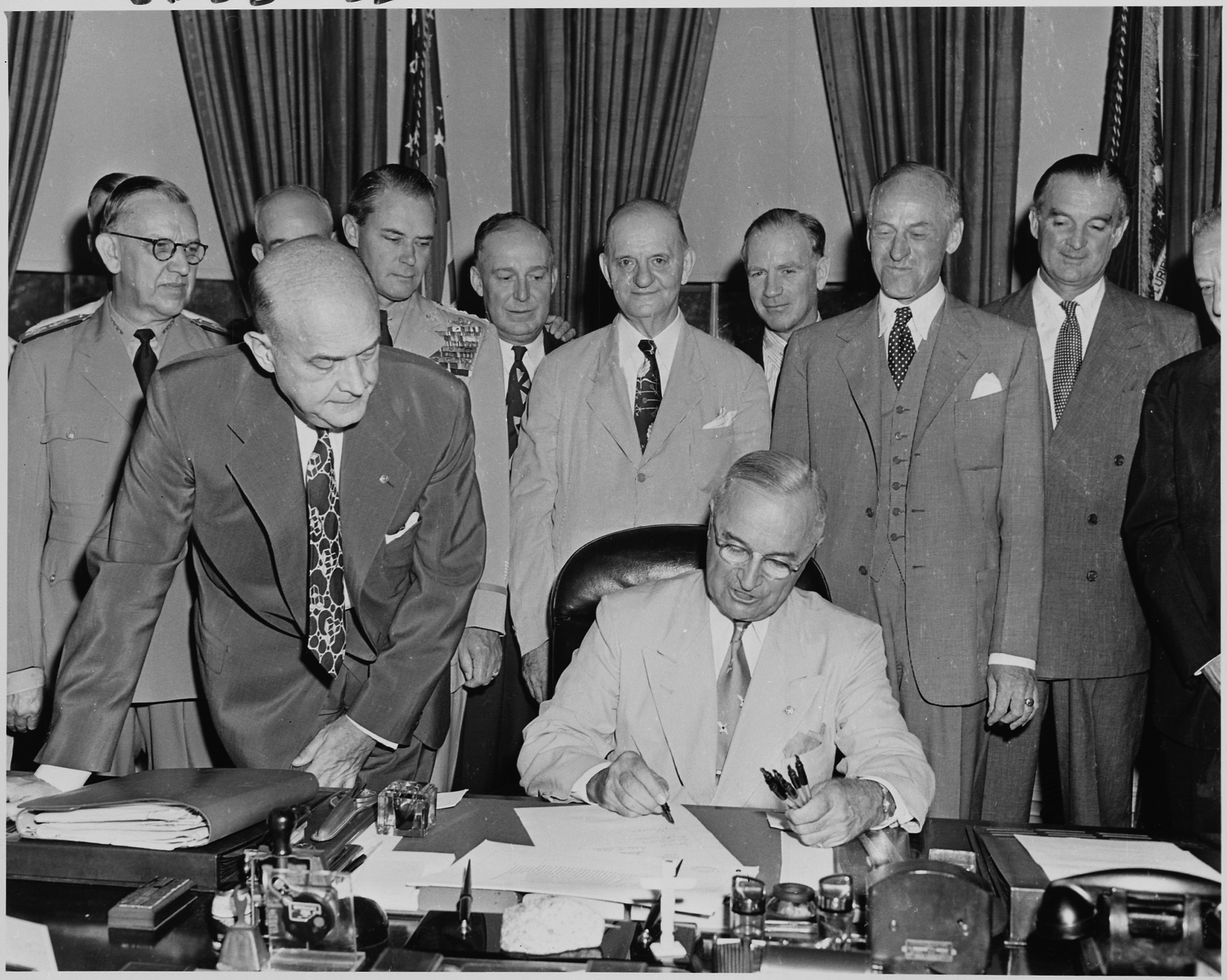
El presidente Truman durante la firma de la National Security Act Amendments de 1949 en el despacho oval, el 10 de agosto de 1949.

La Ley de Seguridad Nacional (cuyo título oficial en inglés es National Security Act) de 1947, Pub. L. n.º 235, 80 Cong., 61 Stat. 496 (July 26, 1947), promulgada por el presidente de Estados Unidos Harry S. Truman, fue una ley que realineó y reorganizó las fuerzas armadas, la política exterior y el aparato de inteligencia de Estados Unidos tras la finalización de la Segunda Guerra Mundial. 
La mayoría de las disposiciones del acta entraron en vigor el 18 de septiembre de 1947, un día después de que el Senado confirmara a James V. Forrestal como Secretario de Defensa.
La ley fusionó el Departamento de Guerra y de Marina en el National Military Establishment (NME) dirigido por el Secretario de Defensa. También supuso la creación de un Departamento de la fuerza aérea separado del existente "United States Army Air Forces". Inicialmente, cada uno de los tres departamentos mantuvieron un estatus de cuasiministerial, pero el acta fue modificada el 10 de agosto de 1949 para asegurar su subordinación a la Secretaría de Defensa. Al mismo tiempo, la NME fue renombrada como Departamento de Defensa de Estados Unidos.
Además de la reorganización militar, La National Security Act estableció el Consejo de Seguridad Nacional, una organización encargada de la coordinación de la política de seguridad nacional en la rama ejecutiva, y la Agencia Central de Inteligencia (CIA); la primera agencia de inteligencia estadounidense establecida en tiempos de paz.
El acta y sus modificaciones posteriores junto con la doctrina del presidente Truman y el Plan Marshall fueron los principales elementos administrativos para la guerra fría ejecutados durante su mandato.
- Datos: Q1967718
- Multimedia: National Security Act of 1947 / Q1967718